# Jamaica Inn
 Jamaica Inn és una pel·lícula britànica dirigida per Alfred Hitchcock, estrenada el 1939. És una adaptació de la novel·la L'hostal de Jamaica de Daphne du Maurier.

## Argument
A començaments del segle xix, la taverna de Jamaica té una molt mala reputació. Els seus clients tenen l'empipador costum d'amagar el llum del far quan hi ha tempesta i, així, de fer embarrancar els vaixells en els esculls, particularment nombrosos en aquest indret de la costa de Cornualla. Sir Humphrey, el jutge de pau local, dirigeix el grup i l'informa del pas dels vaixells.
No tenint ja família a Irlanda, Mary Yellard es reuneix amb la seva tia Patience, casada amb Joss, l'hostaler de la taverna de Jamaica. Descobreix la banda de naufragadors. Jem Trehearne, un nou membre, és penjat després d'una breu discussió. Mary aconsegueix alliberar-lo i tots dos s'escapen d'aquest indret sinistre. On aniran a refugiar-se ?

## Repartiment
- Charles Laughton: Sir Humphrey Pengallan
- Maureen O'Hara: Mary Yellard
- Robert Newton: James "Jem" Treharne
- Emlyn Williams: Harry el venedor ambulant
- Leslie Banks: Joss Merlyn
- Horace Hodges: Chadwick
- Hay Petrie: Sam
- Frederick Piper: Davis
- Marie Ney: Patience Merlyn
- Wylie Watson: Salvation Watkins
- Morland Graham: Sydney, advocat especialitzat en assumptes marítims
- Edwin Greenwood: home preciós
- Mervyn Johns: Thomas
- Stephen Haggard: nen
- Herbert Lomas: arrendatari
- Clare Greet: Mrs Marney, arrendatari
- William Devlin: arrendatari
- Basil Radford: Amic de Sir Humphrey
- Jeanne de Casalis: Amiga de Sir Humphrey
- George Curzon: Amic de Sir Humphrey
- Mabel Terry Lewis: Amiga de Sir Humphrey
- Bromley Davenport: Amic de Sir Humphey
- John Longden: Capità Johnson

## Al voltant de la pel·lícula
- Hitchcock es va prendre grans llibertats respecte a la novel·la de Daphne du Maurier. En particular, transposa el cap dels naufragadors d'un personatge de la novel·la (que ha desaparegut completament a la pel·lícula) en un altre. És això una exigència del suspens? Coneixent tothom la novel·la, calia canviar alguna cosa a la intriga per guardar una mica de pebre a la pel·lícula.